# Thư giãn tọa

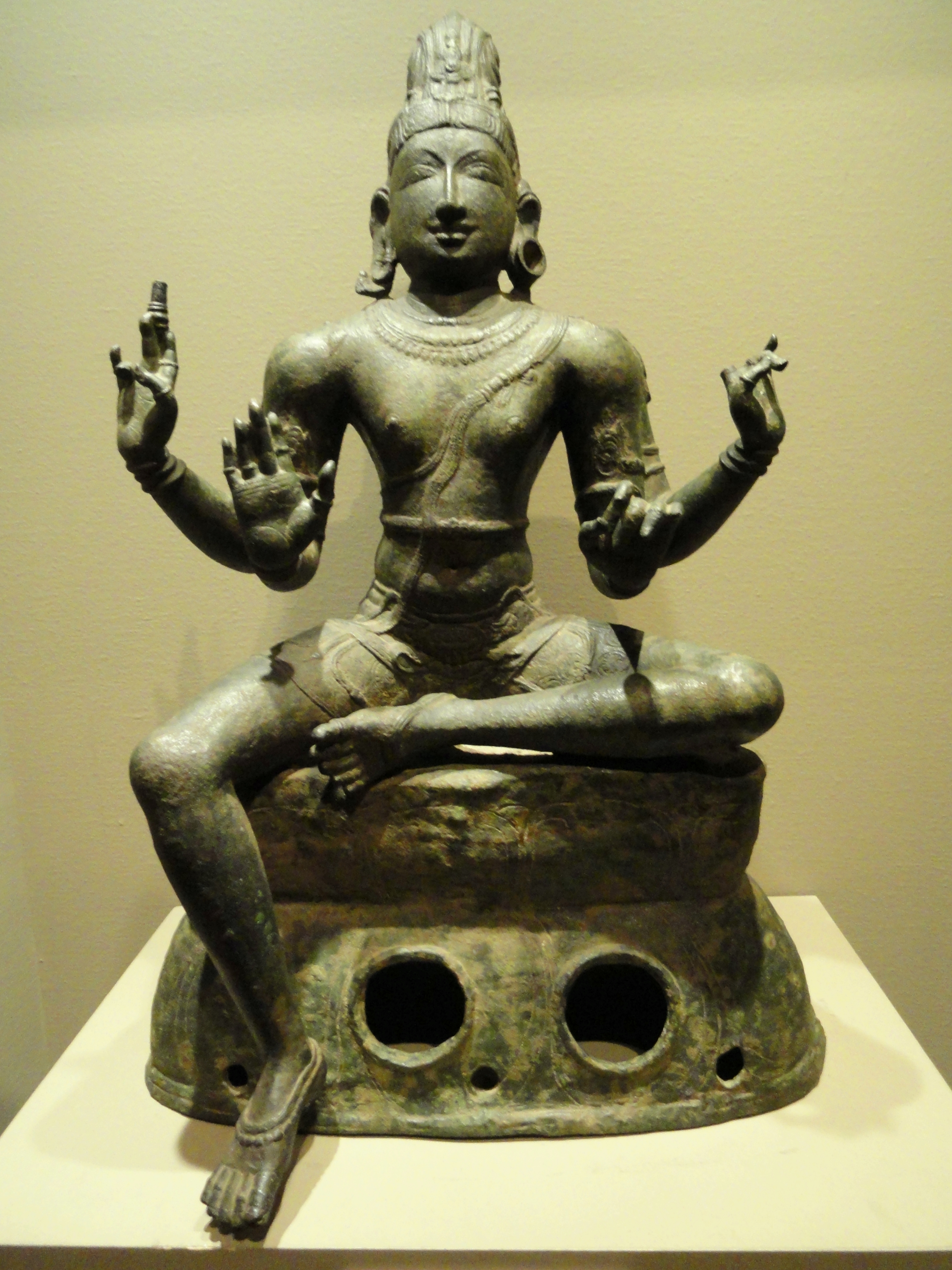
Bức tượng Shiva bằng đồng, Chola, thế kỷ 12

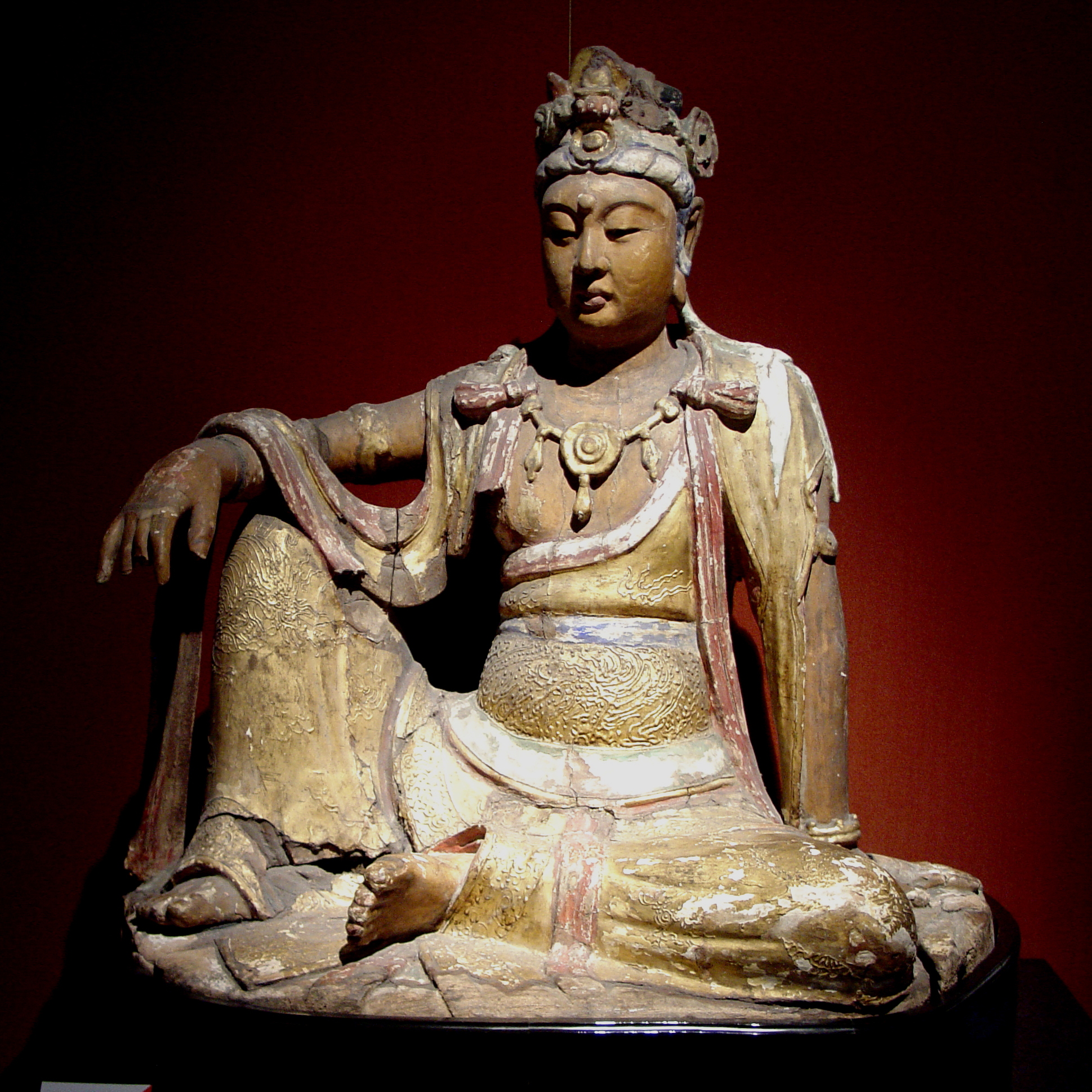
Tượng Quan âm bằng gỗ của Trung Quốc trong tư thế "thanh nhàn đế vương", triều đại nhà Tống

Lalitasana (chữ Nôm: 舒簡坐, thư giãn tọa) là một tư thế hay còn gọi là mudra trong nghệ thuật Ấn Độ và nghệ thuật của các tôn giáo hộ pháp ở các nước khác. Thư giãn tọa là một tư thế thoải mái điển hình trong các bức chân dung hoàng gia và của các nhân vật tôn giáo có thuộc tính "vua" được nhấn mạnh. Hình tượng người ngồi trên ngai vàng với một chân gác vào trên mặt ghế và chân kia buông thõng xuống ("trụ") để chạm đất hoặc tựa trên một giá đỡ (thường là một ngai sen). Thông thường chân bên phải cố định trong tư thế treo, nhưng hình ảnh đảo ngược vẫn có thể được tìm thấy. Chân trần là điều bình thường. Asana là một thuật ngữ chung cho tư thế ngồi, từ tiếng Phạn: आसन āsana nghĩa là "ngồi xuống" (từ आस ās "ngồi xuống"), một tư thế ngồi, một chỗ ngồi.
Một số nguồn phân biệt giữa tư thế lalitasana, như được mô tả ở trên, và "thanh nhàn đế vương" (maharajalilasana hoặc rajalilasana), trong đó chân phải (thường) bị uốn cong, và bàn chân đặt ngang bằng với cơ thể đang ngồi và duỗi ra, cánh tay đặt trên đầu gối trong tư thế gập cao. Với tất cả các biến thể, cụm từ kỹ thuật này mô tả một nhân vật đang ở "tư thế": "ngồi trong thế lalitasana". Các nguồn khác coi cả hai là đồng nghĩa.
Tư thế với một cánh tay đặt trên đầu gối gập để cao là tư thế đặc biệt được thấy nhiều trong nghệ thuật Phật giáo Trung Quốc, chủ yếu đối với hình tượng bồ tát, hình ảnh này cũng được tìm thấy trong nghệ thuật Ấn Độ ít nhất là từ thế kỷ thứ 8, với một ví dụ nổi tiếng từ Hang động Ajanta (vua Naga được minh họa bên dưới) có lẽ có niên đại vào khoảng năm 478. Nó được liên kết với hình tượng Quan Âm ở Trung Quốc từ cuối thế kỷ thứ 9. Trong nhiều tư thế thư giãn tọa của Trung Quốc, đặc biệt là đối với phật Di Lặc thì chân sẽ gác lên đùi còn lại, điều này thường không được thấy trong nghệ thuật Ấn Độ.

## Chi tiết

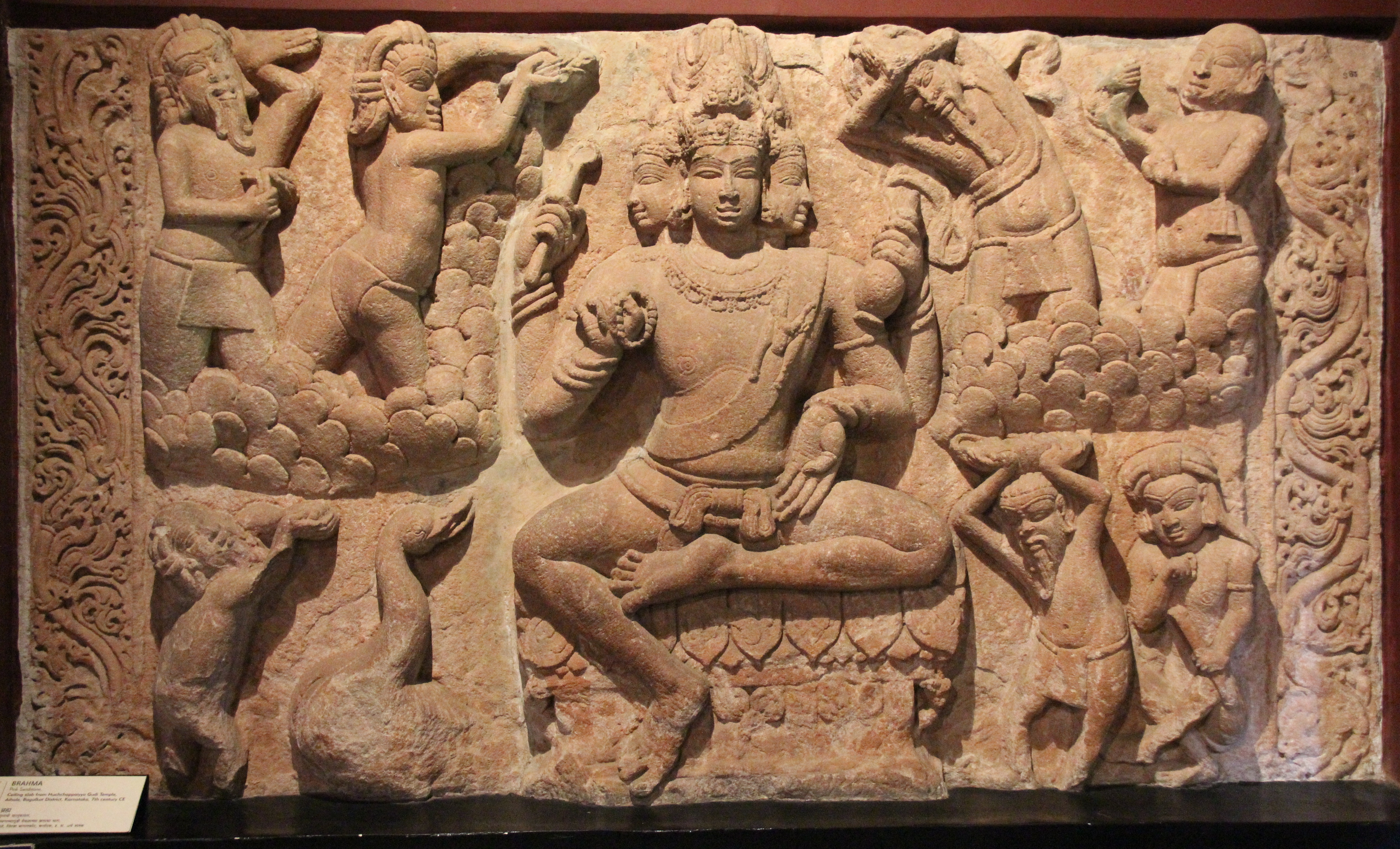
Brahma, thế kỷ thứ 7, Aihole

Hình tượng thường thấy là tay trái cầm một bông hoa sen và bàn chân phải có thể đặt trên một bông hoa sen khác. Bàn chân thường đặt lủng lẳng trên một thứ gì đó, thường là hoa sen, vahana hay "phương tiện đi lại" của nhân vật, con vật thường là thứ để ngồi, hoặc hình tượng ngồi được phác họa trên một cái bình. Vì tư thế nhấn mạnh khía cạnh hoàng gia của nhân vật, các hình tượng sẽ thường xuyên đội vương miện Ấn Độ. Trong nghệ thuật Ấn Độ, đặc biệt là thời cổ đại và trung cổ, tư thế này thường được sử dụng cho các nhân vật nữ, nhưng trong nghệ thuật Java tư thế này rất hiếm và chỉ giới hạn cho các nhân vật theo các tượng mẫu tôn giáo của Ấn Độ. Hạn chế này có thể là do trang phục bình thường của phụ nữ (mặc dù không được mặc bởi các vị thần trong nghệ thuật) đã khiến cho phụ nữ không thể tạo dáng.
Tư thế lắc lư chân trái về mặt kỹ thuật là savya-lalitasana hoặc sukhasana, và với tư thế lắc chân phải vama-lalitasana.

## Lịch sử
Tư thế này là điển hình trong các mô tả về các vị vua, và đôi khi là hoàng hậu và các danh nhân của triều đình, trong tác phẩm điêu khắc Phật giáo thời kỳ đầu (khá phổ biến có niên đại từ 100 TCN đến 200 CN) từ các địa điểm như Sanchi, Bharhut và Amaravati. Phần lớn những cảnh này thể hiện những cảnh trong cuộc đời hoặc những kiếp trước của Đức Phật, nhưng cũng có những cảnh thế tục khác.
Tư thế được tìm thấy đối với các nhân vật tôn giáo từ nghệ thuật Kushan (thế kỷ 1 đến thế kỷ 4 sau CN) từ Gandhara và Mathura, mặc dù ở thời kỳ này rất hiếm, với số lượng lớn hơn các tượng Phật ngồi, nhiều tượng bắt chéo chân, một tư thế mà về sau không còn thấy nữa. Nó ngày càng trở nên phổ biến trong thời kỳ Hậu Gupta của Ấn Độ thời trung cổ, và vẫn như vậy thường được sử dụng trong hình ảnh Hindu đương đại nói riêng.

## Các hình tượng thường ở tư thếlalitasana

### Phật giáo
Trong các thời kỳ sau, tư thế này rất phổ biến đối với các hình tượng bồ tát, và các vị thần như Tara, nhưng hiếm đối với chính Đức Phật, ngoại trừ là "Phật tương lai" Di Lặc. Nó thường được nhìn thấy mô tả vị thần của sự giàu có, Jambhala trong Phật giáo và Kubera đối với người theo đạo Hindu.

### Ấn Độ giáo
Tư thế này phổ biến đối với Brahma, Vishnu, Shiva và các phối ngẫu của họ, từ quãng thời kỳ Gupta trở đi. Ngoài ra, Matrikas, vị thần thường được xác định bởi những người ủng hộ các loài động vật cùng nhiều nhân vật khác nhau. Như một nét đặc trưng riêng của khu vực địa phương, các ngôi đền ở Odisha theo phong cách kiến trúc Kaḷinga cổ điển thường có hình Gajalaxmi trong thư giãn tọa như là hình tượng bảo vệ chính giữa hoặc lalatabimba của họ trên lối vào của một ngôi đền hoặc nơi tôn nghiêm của một ngôi đền.

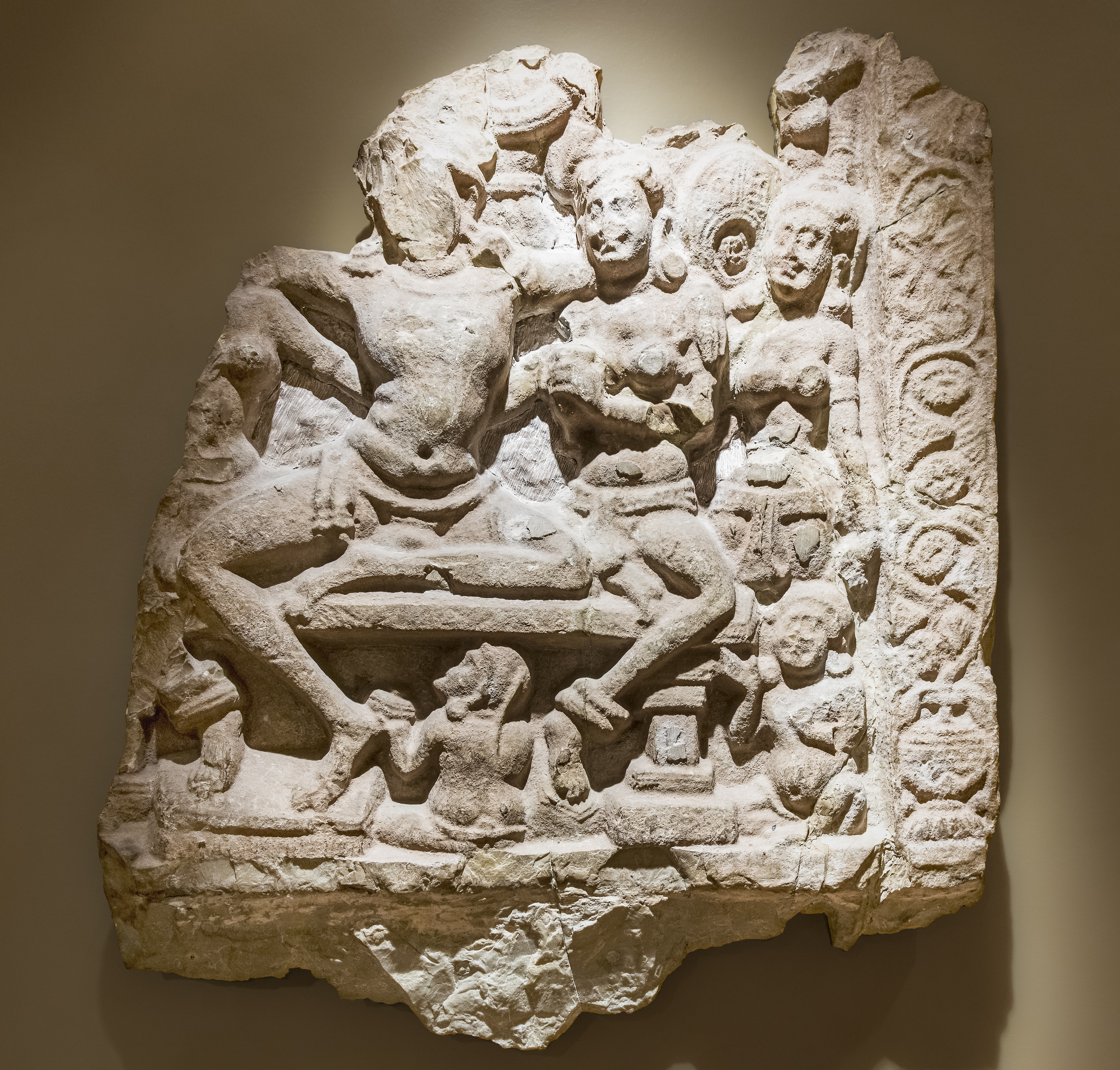
Vua và hoàng hậu trong cảnh Jataka của kiếp trước của Đức Phật, c. 200, từ Ghantasala
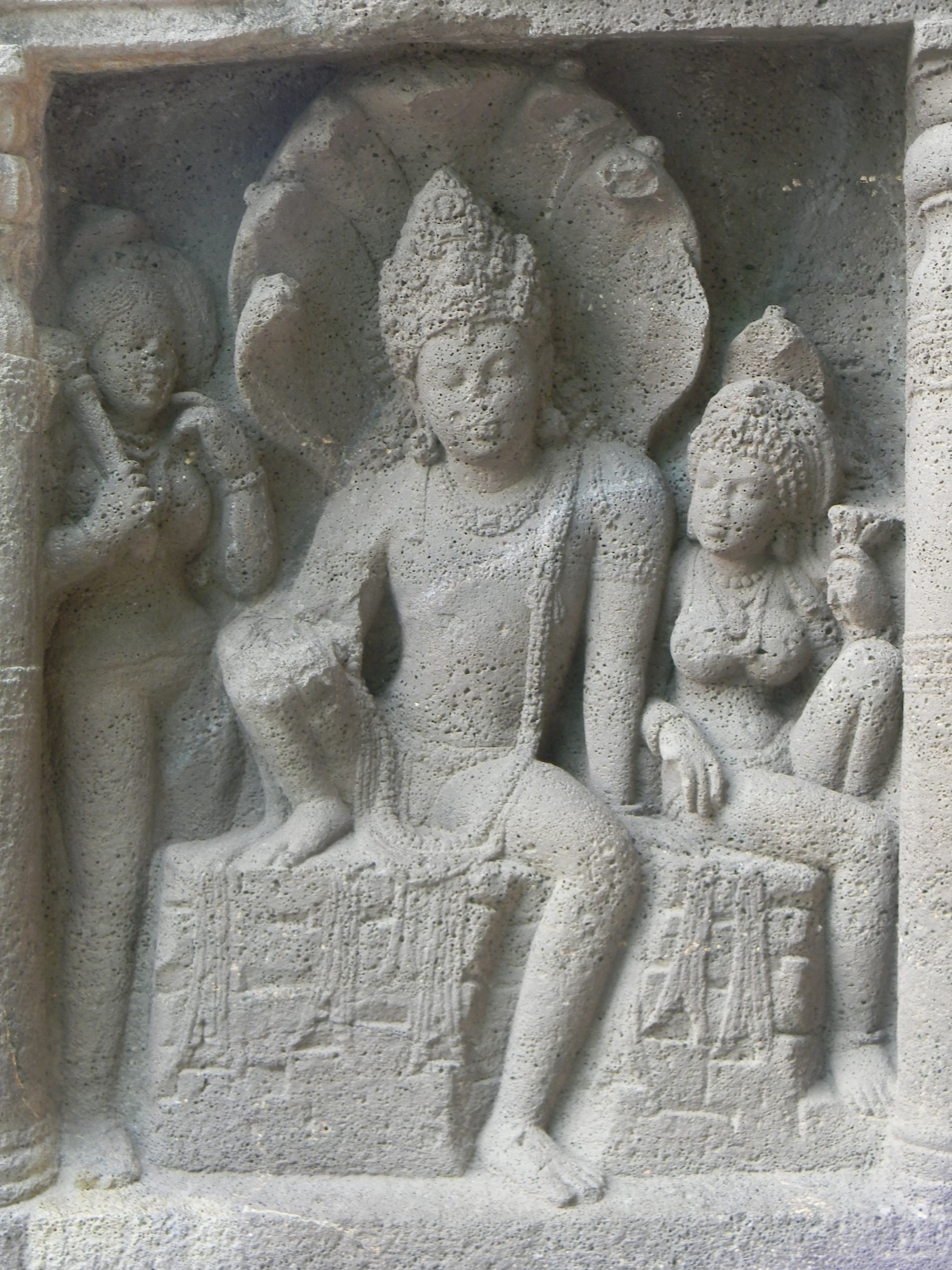
Vua Naga và phối ngẫu, Cave 19, Ajanta Caves, c. 478
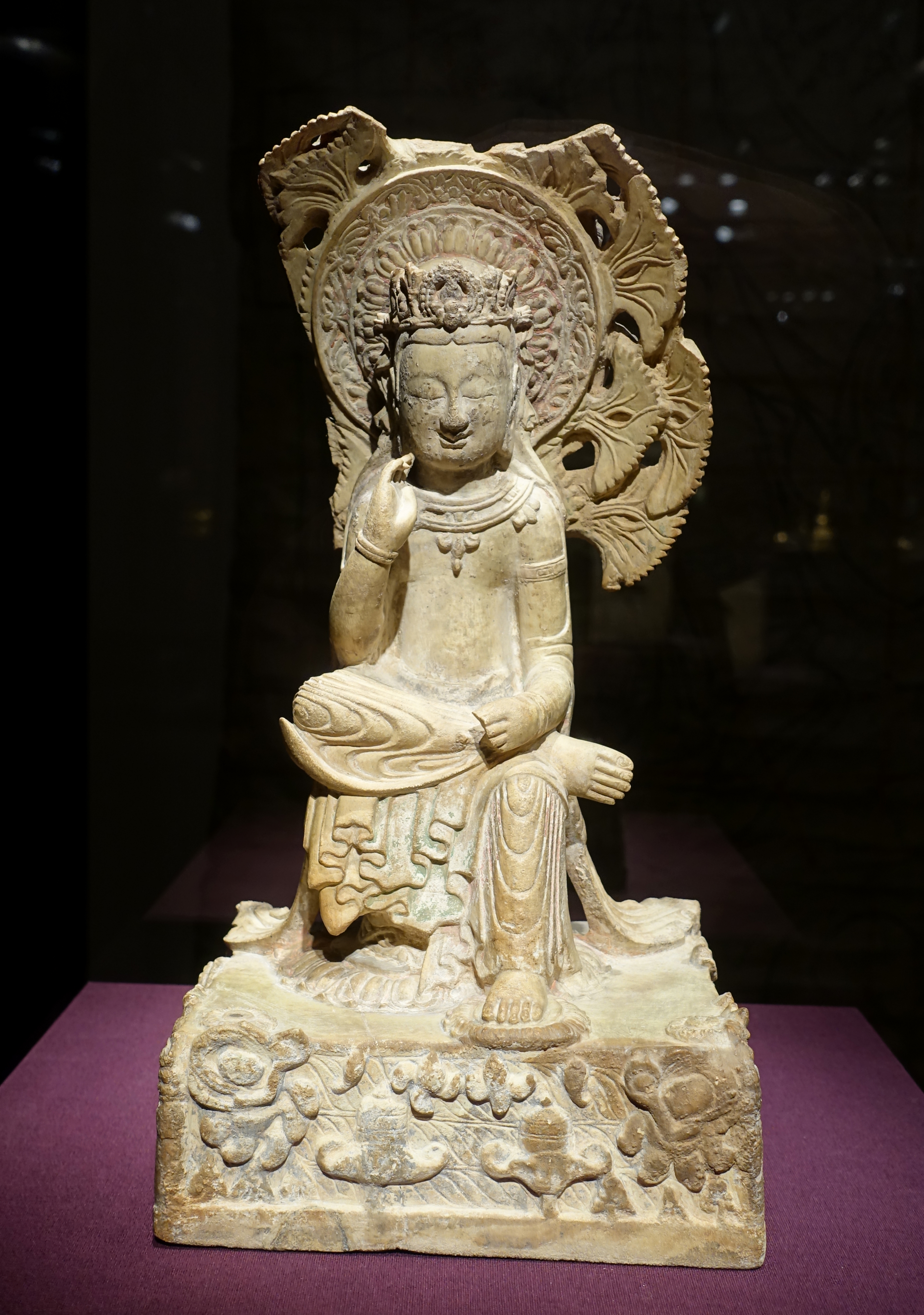
Tượng Phật Di Lặc tại Trung Quốc, thuộc tỉnh Hà Bắc, triều đại Bắc Tề, 550-577. Biến thể "tư thế chiêm ngưỡng" của Trung Quốc
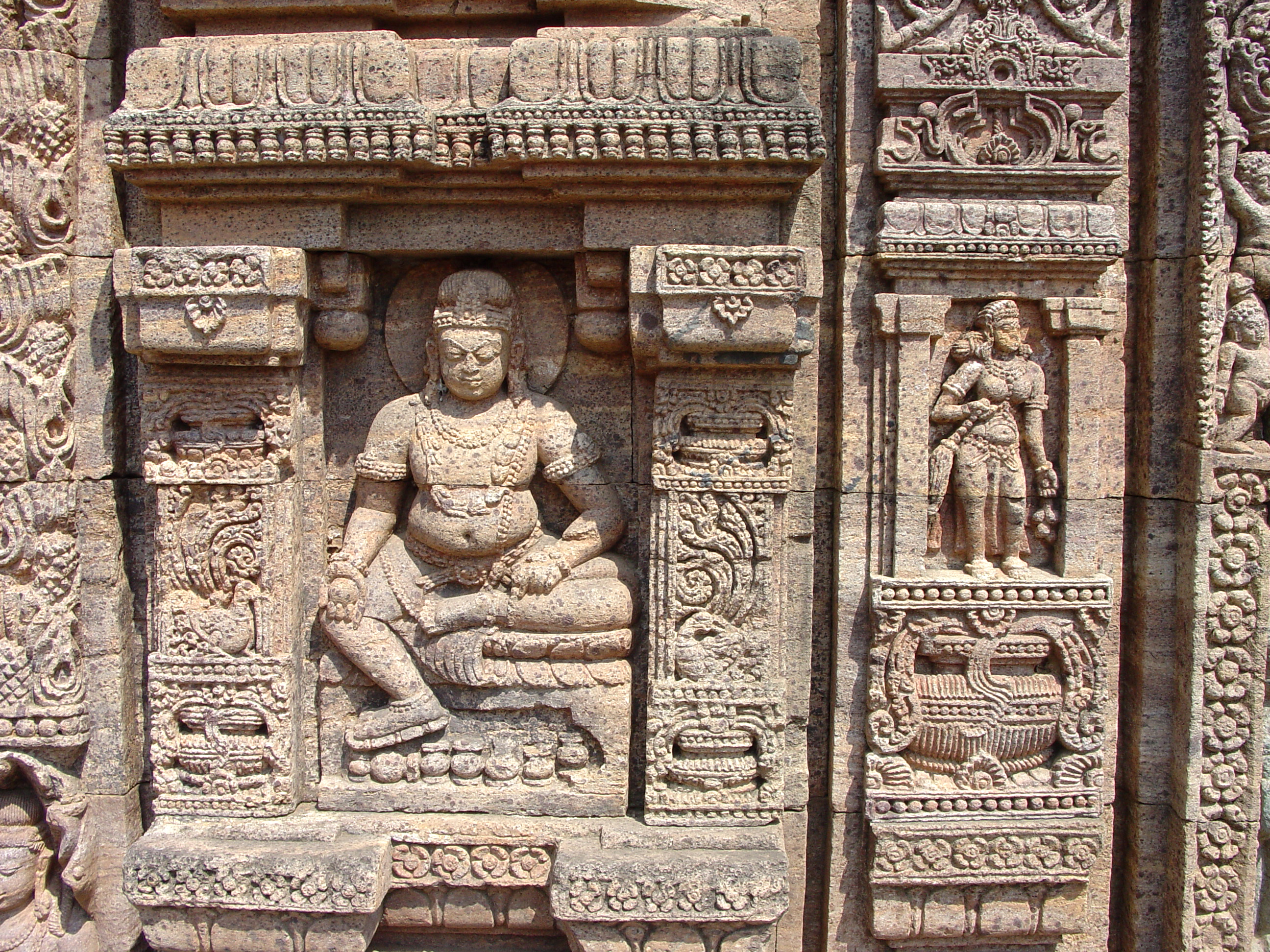
Phật Jambhala tại Ratnagiri, Odisha, thế kỷ thứ 8
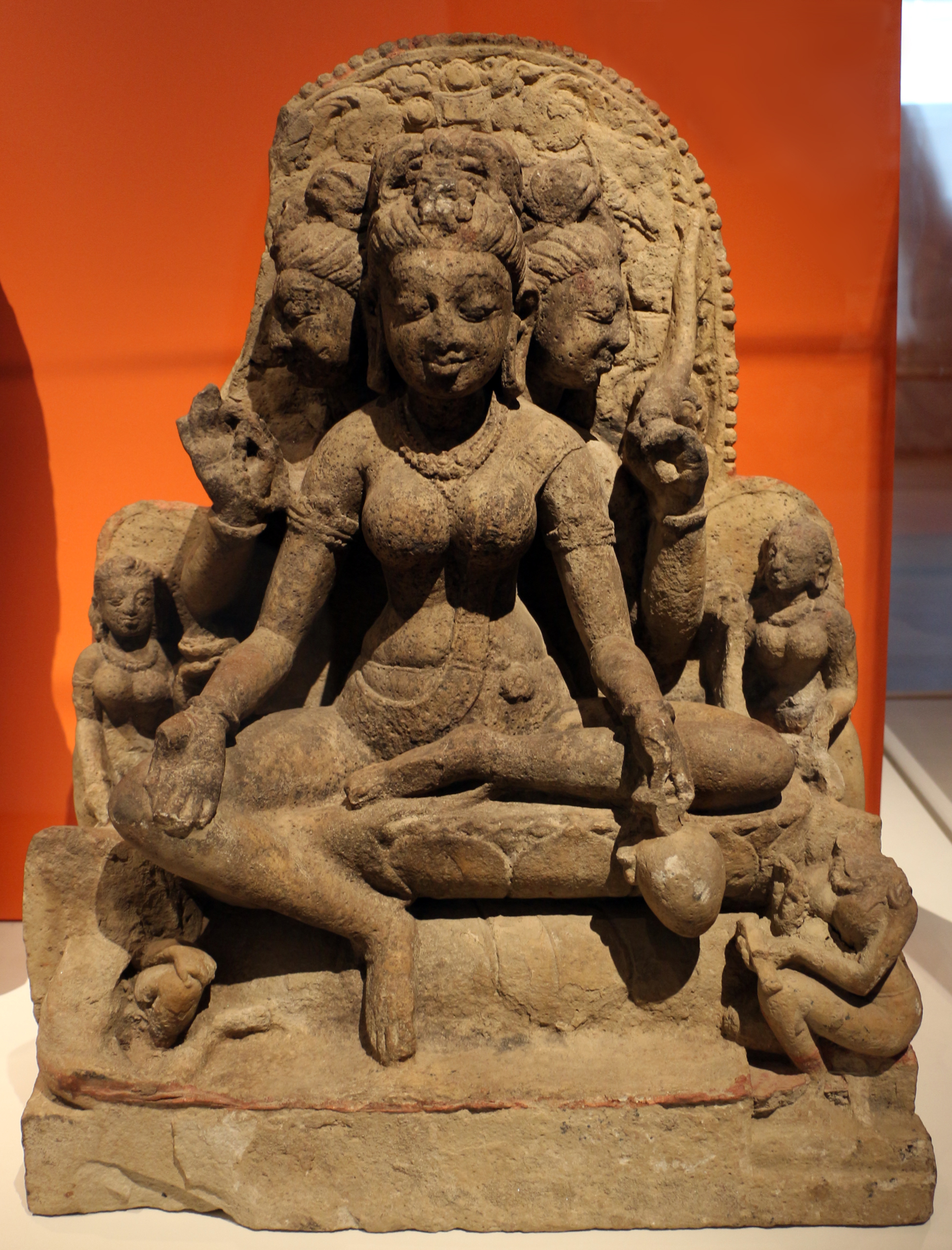
Tượng Bà La Môn giáo ở miền bắc Ấn Độ, thế kỷ thứ 9
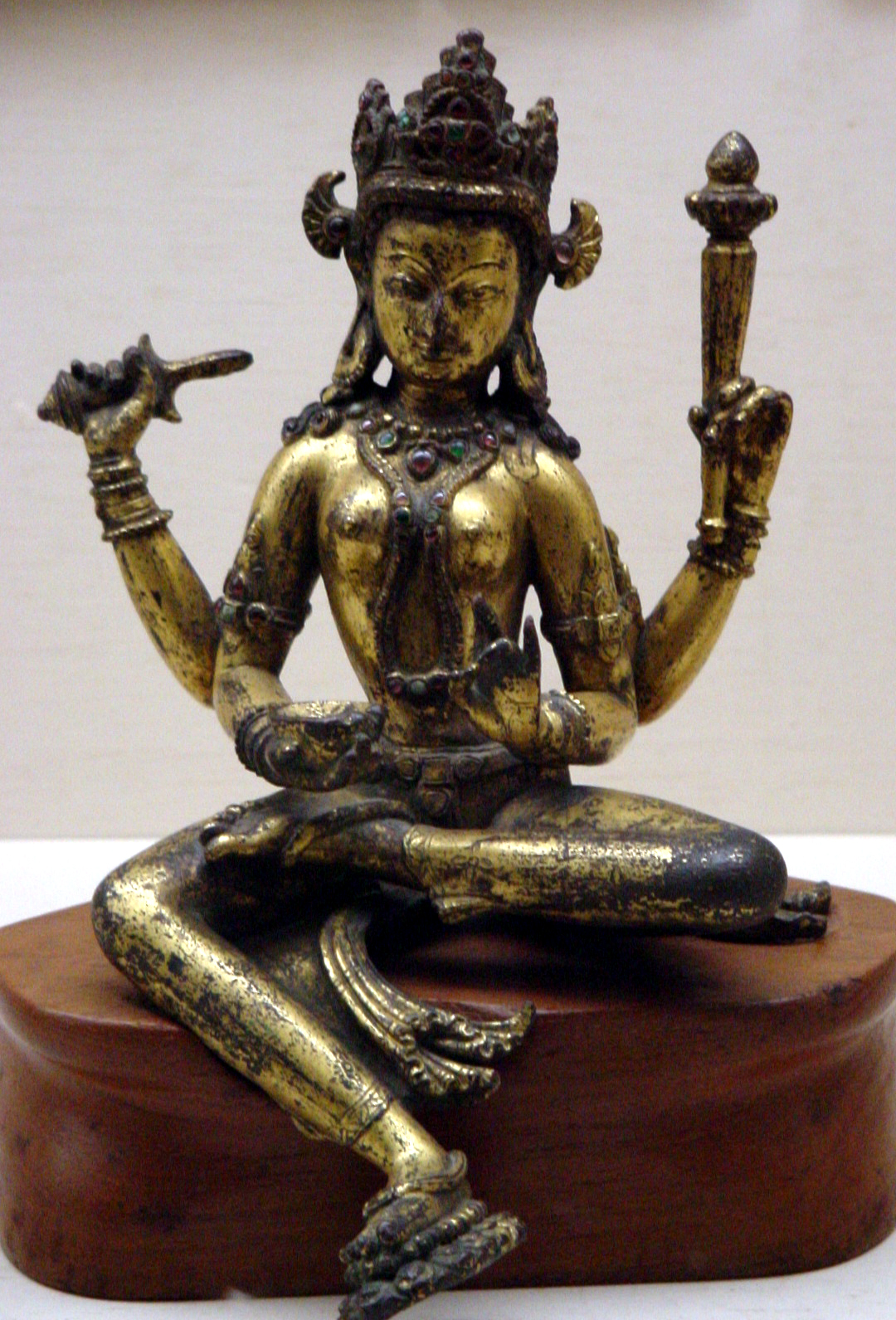
Một trong những tượng đồng mạ vàng thần Matrikas ở Nepal, thế kỷ 14. Bàn chân lắc lư "nằm" trên một đài sen nhỏ, bản thân nó không có trụ đỡ.
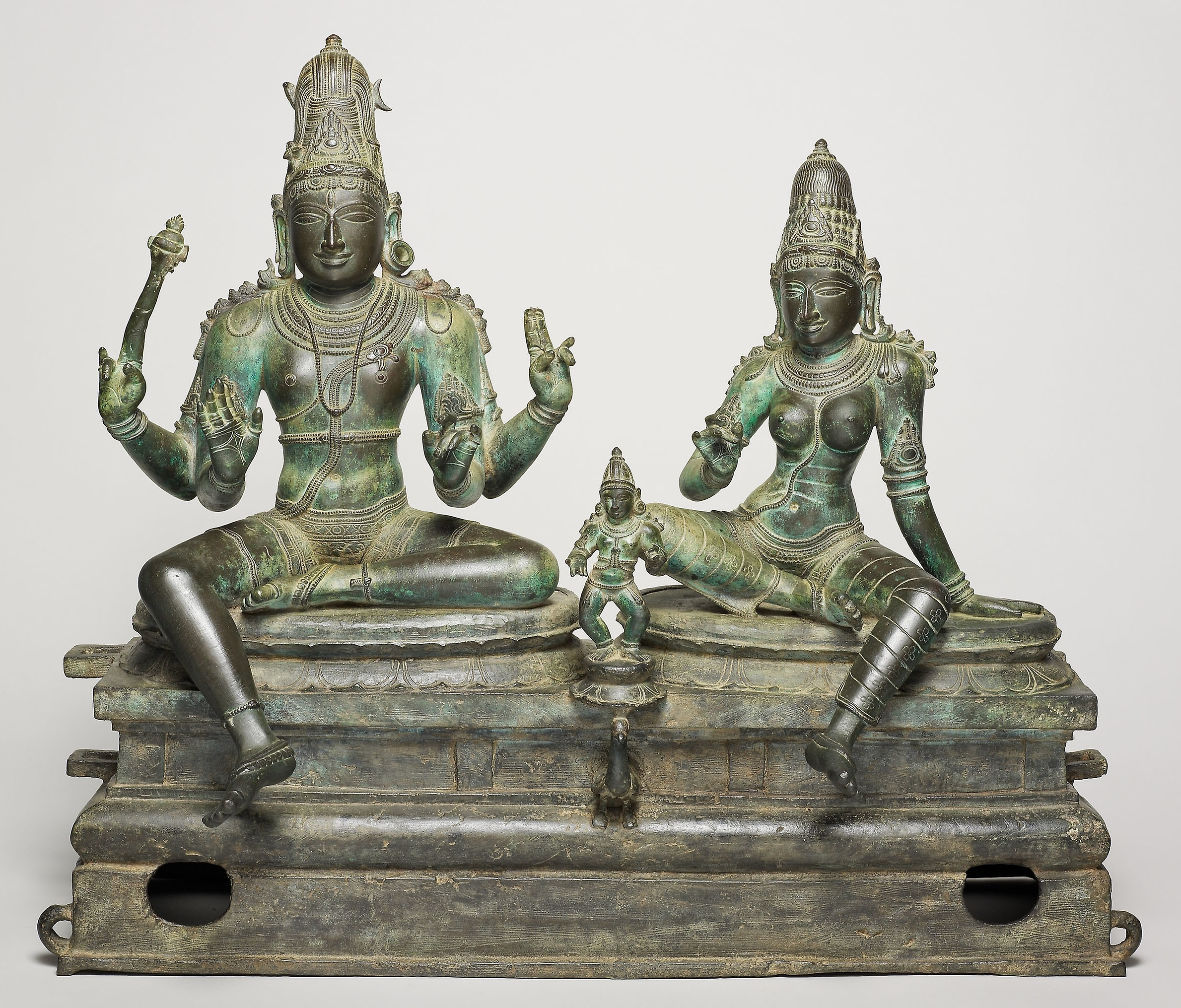
Shiva và Uma với các tư thế chân mặt dây chuyền khác nhau, đồ đồng Chola muộn, c. 1400
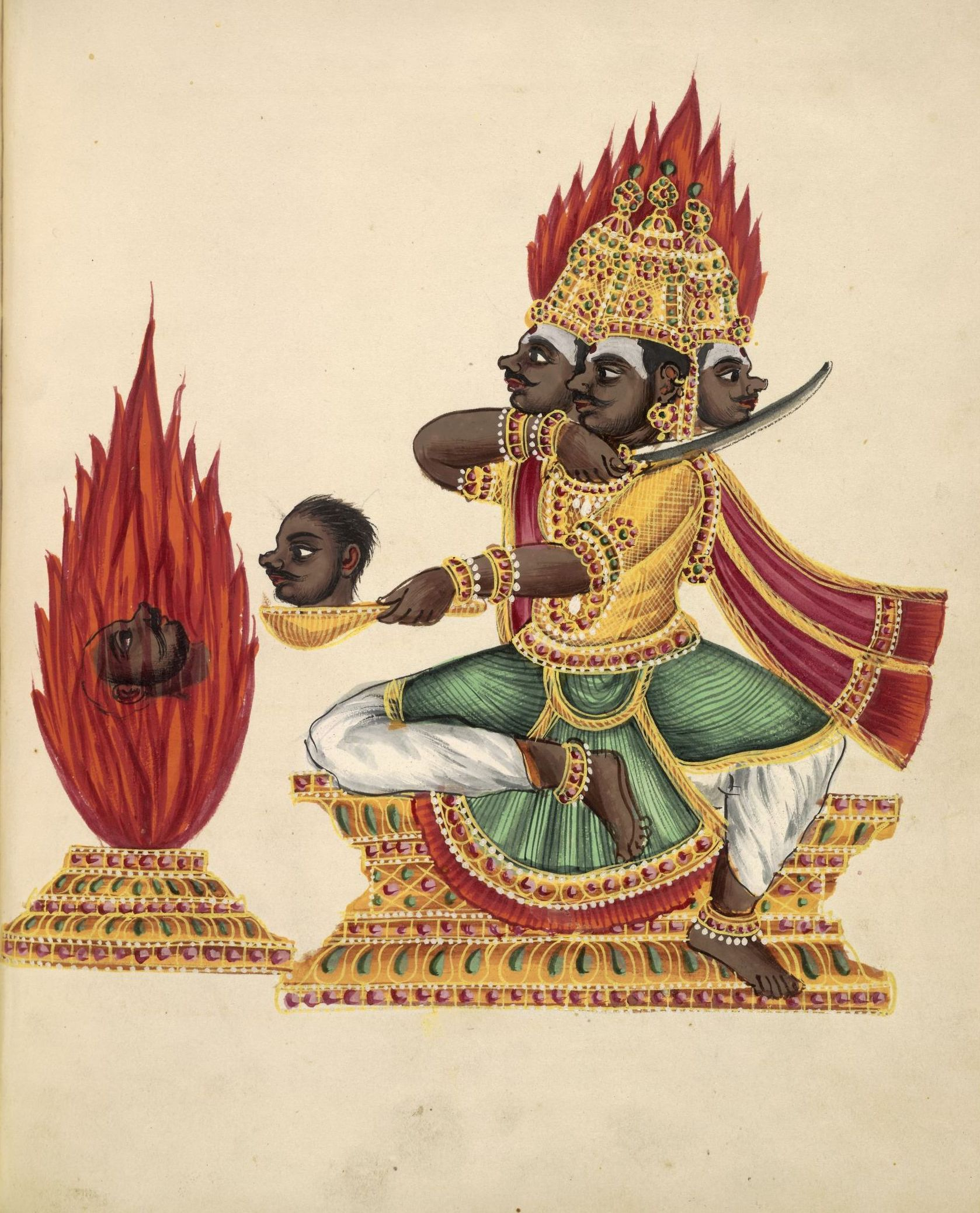
Hình thần Ba đầu rakshasa Trishiras trong tư thế lalitasana trên ngai đối diện với bàn thờ lửa, trong đó một cái đầu bị chặt đang cháy", Bảo tàng Anh, Phong cách Công ty Đông Ấn, Tiruchirapalli, Tamil Nadu, c. 1830
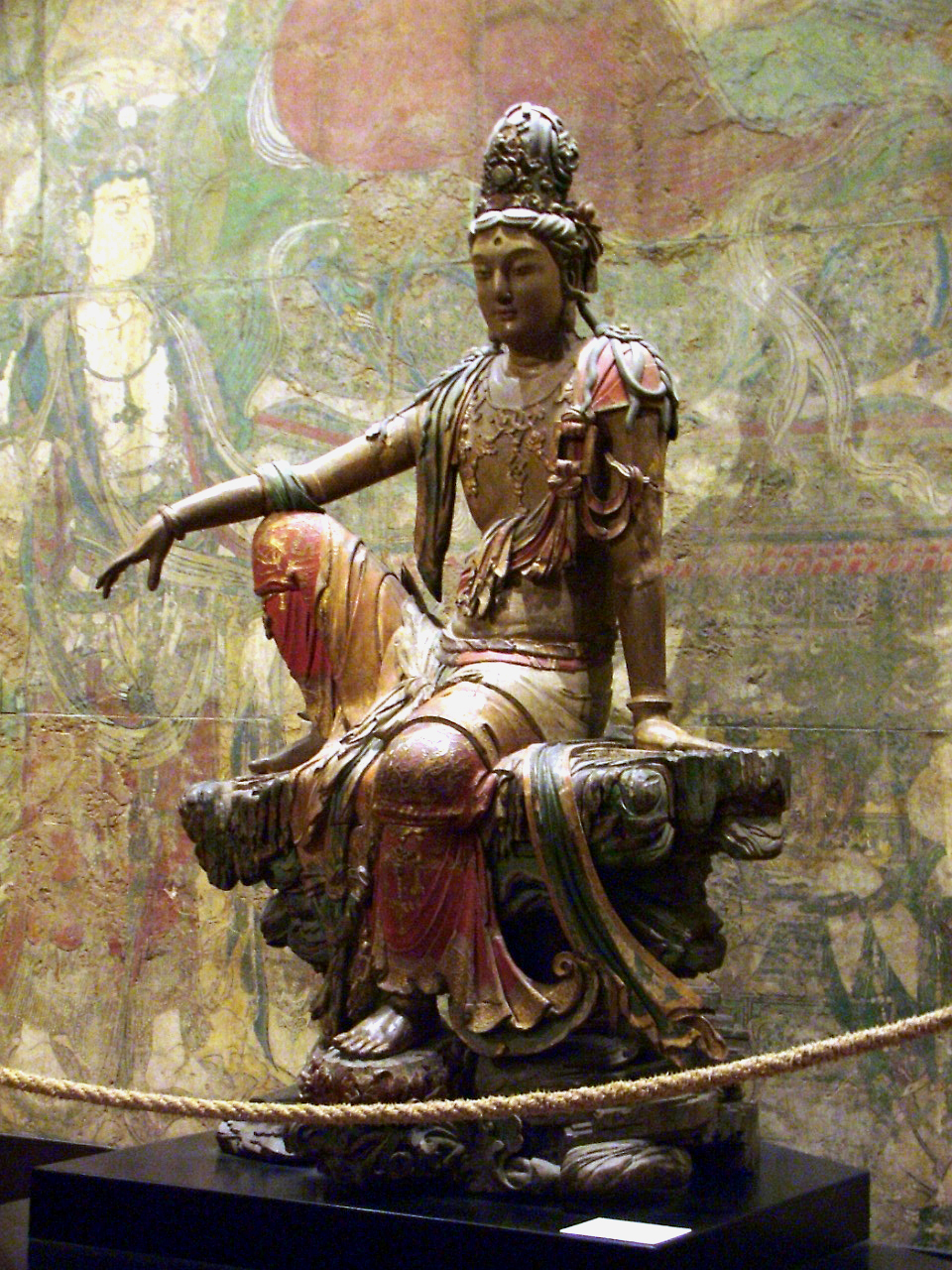
Tượng Quán Thế Âm Bồ tát, tỉnh Sơn Tây, Trung Quốc. Thế kỷ 11-12 CN. Triều đại nhà Liêu (907-1125 CN). Bảo tàng Nghệ thuật Nelson-Atkins.